# 帕庫爾
帕庫爾（羅馬化：Pakul'）是烏克蘭北部切爾尼希夫州切爾尼希夫區米哈伊洛-科秋宾斯凯市镇的村落。始建於1610年，面積1.82平方公里，海拔高度131米，人口800，人口密度每平方公里464.3人。